# Josep Xarles i Santaló
Josep Xarles i Santaló   (Vilamacolum, 11 d'agost de 1935 - 5 de març de 2017) va ser un activista veïnal i líder associacionista del Districte de Sants-Montjuïc de Barcelona.

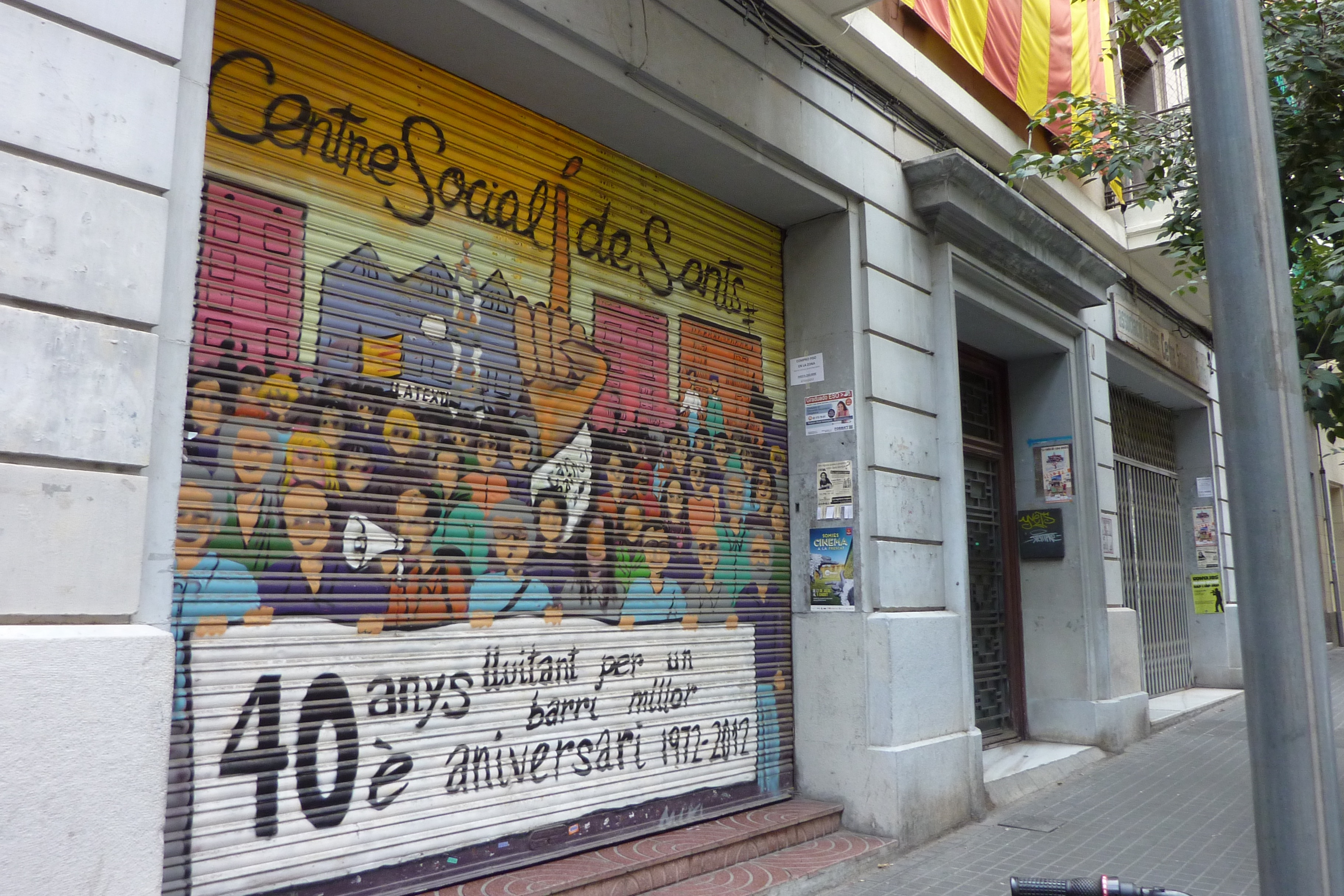
Seu del Centre Social de Sants al carrer Olzinelles de Barcelona

Va arribar a Barcelona amb 16 anys i es va instal·lar al Barri de la Bordeta on de seguida es va significar en la lluita veïnal antifranquista al voltant de la Parròquia de Sant Medir. El 1971 va ser un dels fundadors i primer president del Centre Social de Sants. Des d'aquest centre va participar activament en les reivindicacions que han canviat el barri durant els darrers anys com la recuperació de les Cotxeres de Sants, el Parc de l'Espanya Industrial, el Vapor Vell i, en els darrers anys, el complex de Can Batlló.
Va ser vicepresident de la Federació d'Associacions de Veïns i Veïnes de Barcelona i el 2008 va rebre la Medalla d'Honor de Barcelona.